# Humedal El Burro
El humedal El Burro se encuentra ubicado en la localidad de Kennedy (Bogotá) en el suroccidente de la ciudad de Bogotá. En el pasado formó parte del aluvial del río Bogotá, del río Fucha y la extinta laguna del Tintal. Cuenta con una extensión aproximada de 18,84 hectáreas. Es posible acceder al humedal por la avenida Boyacá o la avenida de las Américas. Es uno de los diecisiete (17) humedales de la ciudad de Bogotá reconocidos como Reserva Distrital de Humedal (RDH).
El ecosistema está dividido en dos fragmentos por la avenida Ciudad de Cali, siendo el sector oriental el más grande. Además el paso de la futura avenida Agoberto Mejía causará una nueva fragmentación del ecosistema.
Se encuentra delimitado al suroccidente por terrenos sin urbanizar, al oriente con la urbanización Monterrey, Alboral, Villa María, Villa Castilla, Valladolid, El Triángulo, El Castillo, parte de la hacienda El Techo y los predios de la futura avenida Agoberto Mejía. Al occidente limita con el barrio Tintalia, Pío XII, Protecho y la Carrera 86A.Pertenece a las UPZ 27 Castilla y UPZ 79 Calandaima.

## Flora

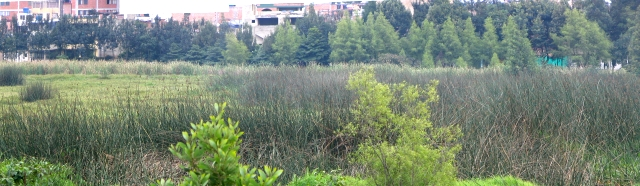
Fotografía del humedal.

Este humedal predomina las praderas emergentes herbáceas además en algunas áreas se observan espejos de agua los cuales están cubiertos con vegetación errante dominada por la lenteja de agua.

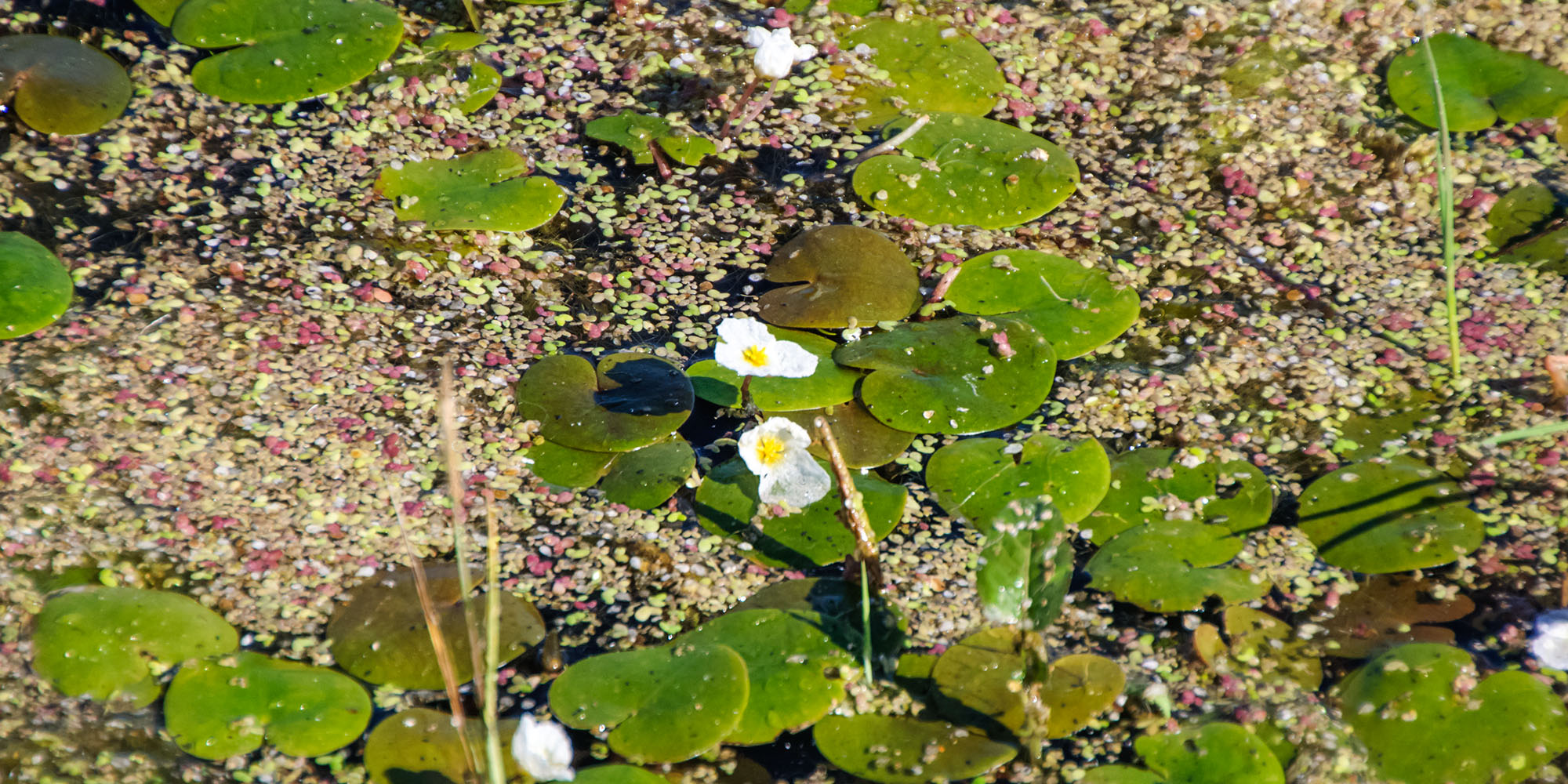
Lenteja de agua - Lemnoideae.

## Fauna
A pesar de que se han desaparecido muchas de las especies que residían en el lugar, se han registrado 32 especies de aves en el sector. Por otro lado no se ha vuelto a conocer presencia de la ranita de la sabana ( Dendropsophus labialis ) y la culebra sabanera ( Atractus crassicaudatus) las cuales fueron muy abundantes en la zona. 

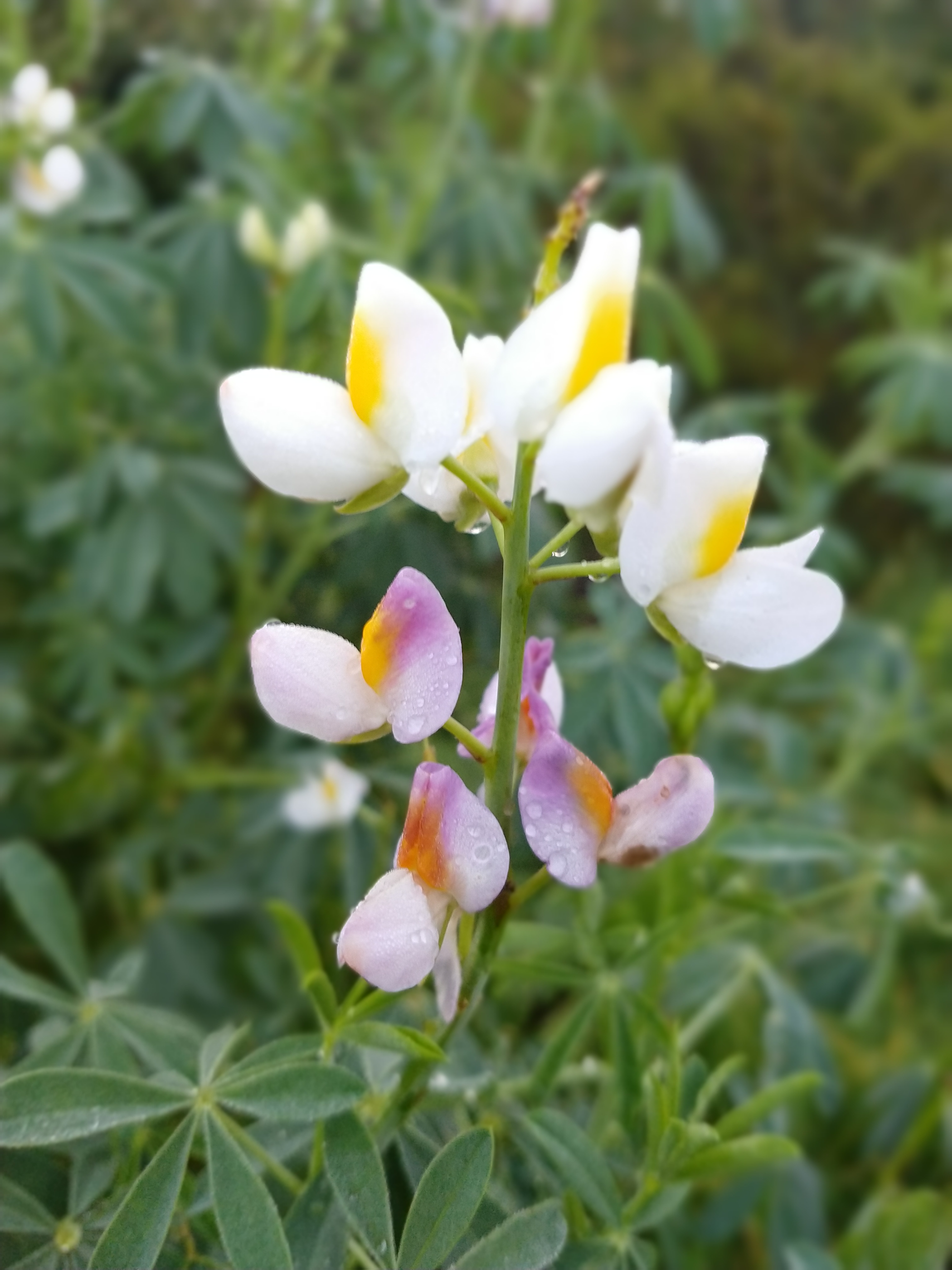
Lupinus mutabilis en el humedal El Burro.

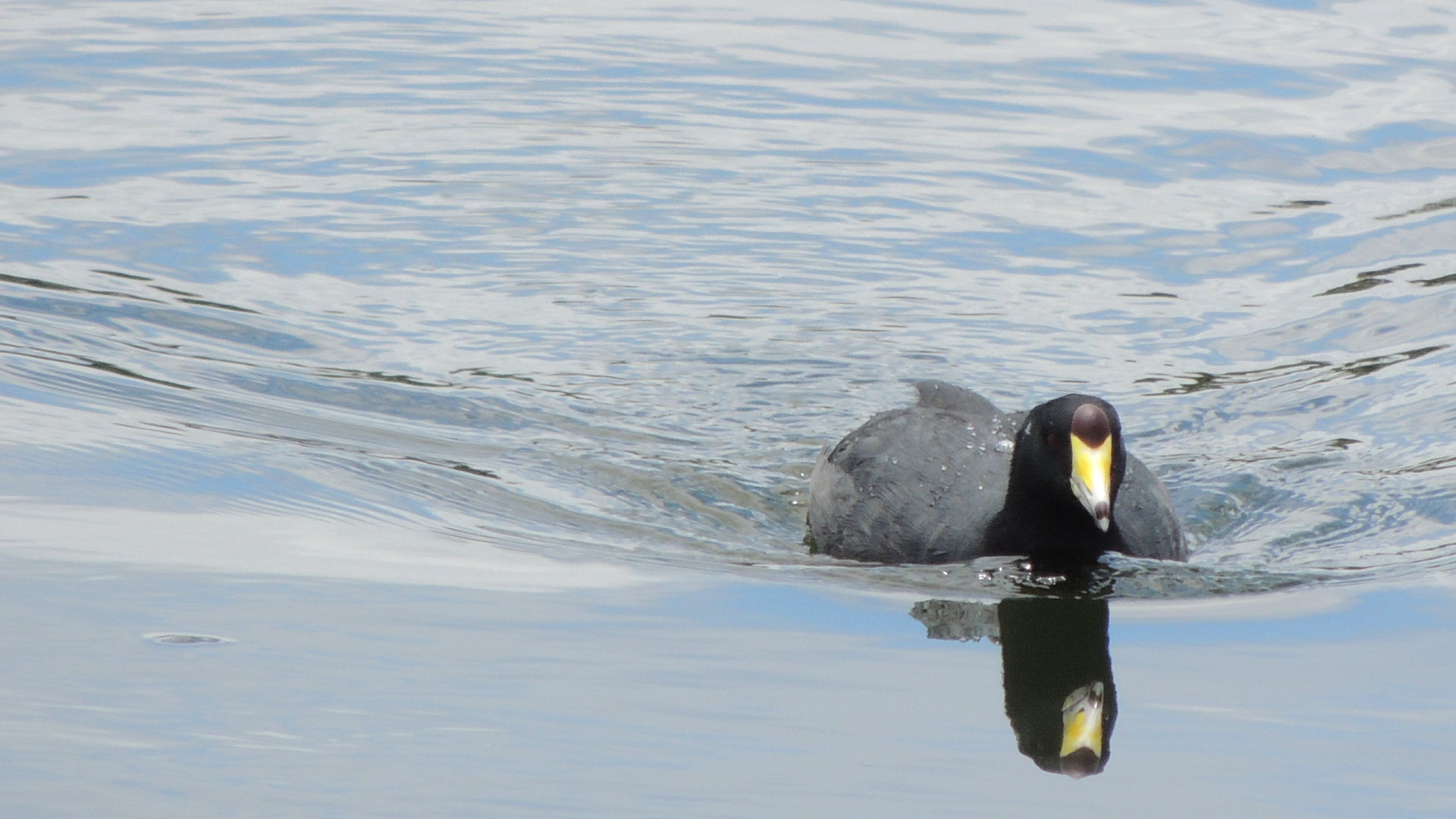
Tingua de pico amarillo, (Fulica americana) en el Humedal El Burro.

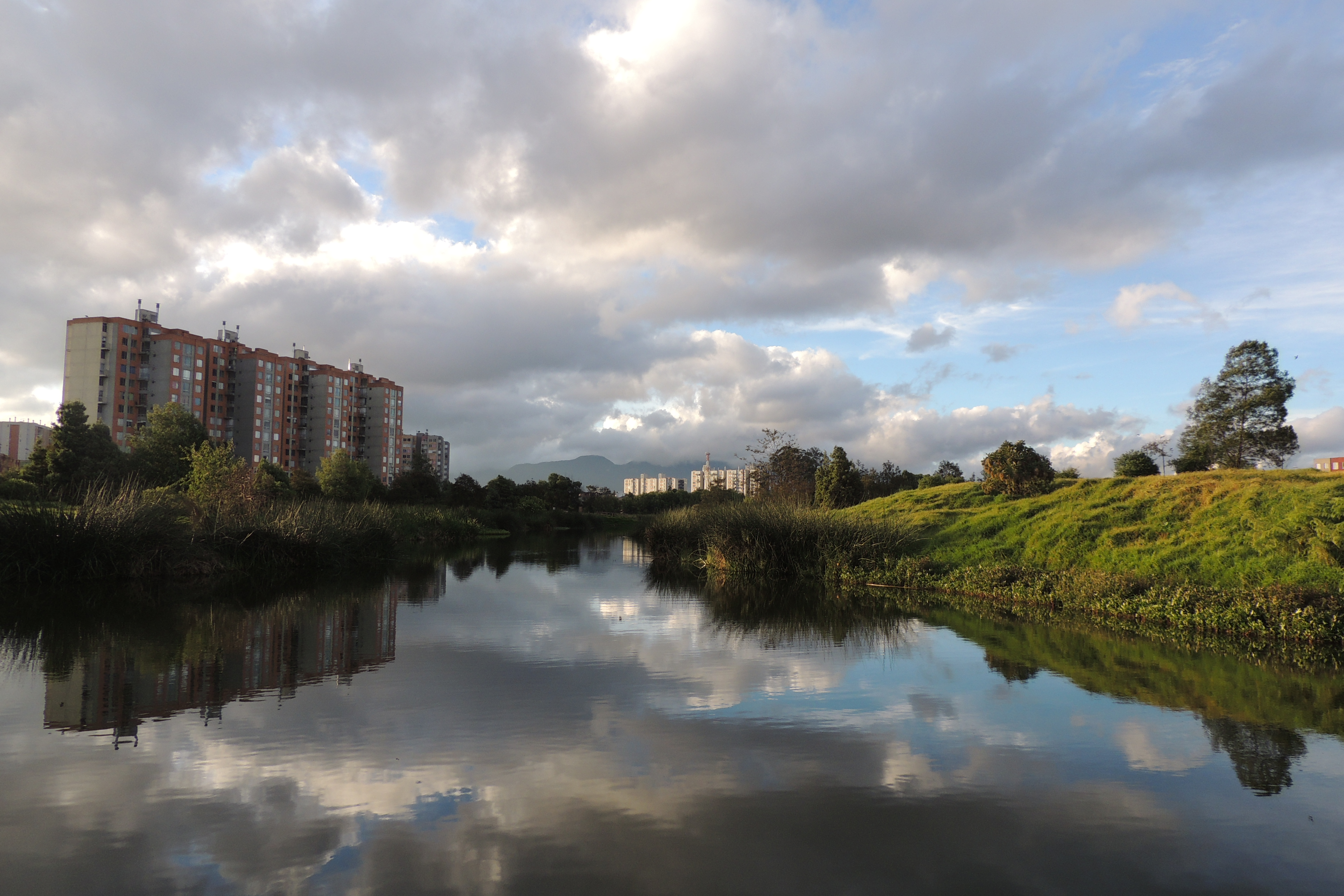
Urbanizaciones en cercanía al Humedal El Burro.

En la orilla del humedal y en los juncales se encuentra presencia de caicas (Gallinago nobilis), chorlos playeros (Tringa Spp), monjitas (Chrysomus icterocephalus bogotensis), cerceta aliazul (Spatula discors) y tingua piquirroja (Gallinula chloropus), y la garza real (Ardea alba).

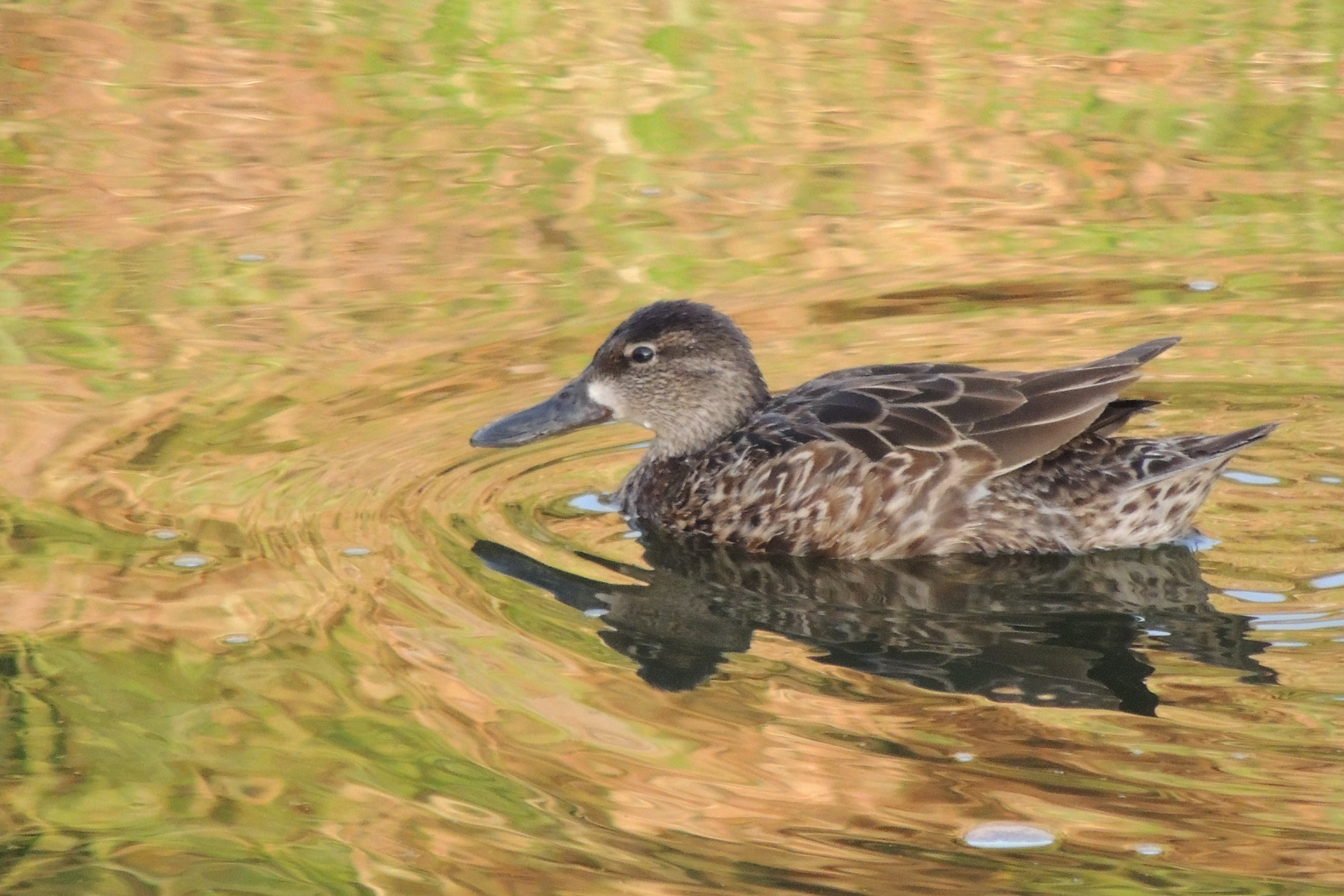
Hembra de Spatula discors en el humedal El Burro, Bogotá, Colombia, 2019. Con plumaje café claro y moteado de café oscuro. La cabeza es gris punteada de café (Naranjo et al., 2012).

| Nombre              | Especie                  | Imagen |
| ------------------- | ------------------------ | ------ |
| Caica               | Gallinago nobilis        |        |
| Chorlo playero      | Tringa                   |        |
| Monjita             | Chrysomus icterocephalus |        |
| Cerceta aliazul     | Spatula discors          |        |
| Tingua de pico rojo | Gallinula chloropus      |        |
| Garza real          | Ardea alba               |        |

## Historia
A lo largo de los años, ha sufrido  por  desechos líquidos, y objetos sólidos provenientes del sector, causando que sus aguas estén contaminadas. En este sentido, estos cuerpos de aguas  poseen residuos de metales pesados, sedimentos, alta carga orgánica y aguas negras, siendo  los principales causantes de la contaminación del ecosistema. También, los plaguicidas usados en los cultivos de legumbres del sector ha causado un impacto aún no muy bien evaluado.
Este humedal fue declarado Parque Ecológico Distrital de Humedal mediante el Decreto 190 de 2004 dentro del Plan de Ordenamiento Territorial donde también se establece el régimen de usos para este ecosistema.
En el  2008 de acuerdo a la Resolución Nº 4383, se incluye como Área Forestal Protectora (AFP) a la franja paralela a ronda hidráulica o Zona de Manejo y Preservación Ambiental (ZMPA).
Hacia el año 2010 se ejecutaron obras de reconformación del cauce y donde se modelaron islas de macrofitas, con el fin de recuperar los espejos de agua que forman flujo continuo de la corriente y la gran biodiversidad. 
En los últimos años, el sector del humedal que limita con la avenida las Américas ha sido totalmente urbanizado y sus cuerpos de aguas se han visto reducidos a un angosto canal. Ha pasado de 26 ha a solamente 7 ha. Actualmente, la empresa de acueducto de Bogotá adelanta obras de restauración y conservación en el área restante del humedal.